# Binjour
Binjour est une localité rurale dans la région de North Burnett dans le Queensland en Australie,. 
Lors du recensement de 2016, Binjour avait une population de 98 personnes. 
Binjour se trouve dans la région de Wide Bay-Burnett sur l'autoroute Burnett, à 272 kilomètres (169 mi) au nord de la capitale de l'État, Brisbane.
La route Burnett traverse la localité d'est en ouest. 
Binjour se trouve dans le bassin de drainage de la rivière Burnett.